# Liberi da sempre
Liberi da sempre è l'album d'esordio del duo italiano Sonohra, vincitore della categoria "Giovani" al Festival di Sanremo 2008.
Il disco ha raggiunto la sesta posizione della classifica italiana degli album e il singolo apripista dell'album è L'amore, canzone vincitrice del Festival di Sanremo 2008, che ha riscosso anch'essa un ottimo successo, raggiungendo la 16ª posizione nella classifica dei singoli italiana. L'album ha ricevuto il disco di platino in Italia ed è stata pubblicata, il 13 giugno, una "limited edition" che include anche un DVD.

## Tracce
Versione standard
1. Love Show - 3:55
2. L'amore - 3:48
3. English Dance - 4:11
4. Liberi da sempre - 3:46
5. Cinquemila mini mani - 3:14
6. Salvami - 5:56
7. Io e te - 3:42
8. So la donna che sei - 3:53
9. L'immagine - 3:33
10. Sono io - 4:11
11. I Believe - 3:46

Limited edition
CD
1. Love Show - 3:55
2. L'amore - 3:49
3. English Dance - 4:11
4. Liberi da sempre - 3:46
5. Cinquemila mini mani - 3:14
6. Salvami - 5:56
7. Io e te - 3:42
8. So la donna che sei - 3:53
9. L'immagine - 3:34
10. Sono io - 4:11
11. I Believe - 3:45

DVD
1. L'amore (videoclip)
2. L'amore (video backstage)
3. Liberi da sempre (videoclip)
4. Video di presentazione al Festival di Sanremo 2008
5. Instore Tour video-diario
6. Video vincitore del concorso L'Amore: la mia versione

Versione spagnola
Libres è la versione in lingua spagnola, uscita il 17 marzo 2009. Le tracce sono le medesime del CD italiano con l'aggiunta di tre bonus track.
1. Besos Faciles - 3:55
2. Buscando l'amor - 3:48
3. Libres - 3:46
4. Cinco mil manos - 3:14
5. Un amor lleno de amor - 3:42
6. Hay que bailar - 4:11
7. Salvame - 5:56
8. Soy asi - 4:11
9. Aire de musica - 3:33
10. Cada vez eres mas - 3:53
11. Creere - 3:46
12. BONUS Love show (English Version) - 3:55
13. BONUS L'amore - 3:48
14. BONUS Io e te - 3:42

Versione brasiliana
"Love show" è il titolo della versione brasiliana dell'album "Liberi da sempre", uscita nel maggio 2009. Contiene le seguenti tracce:
1. Love Show (bonus track) -  3:55
2. Free to Be (Liberi da sempre) - 3:46
3. Love Is Here (L'amore) - 3:48
4. Cinquemila Mini Mani - 3:14
5. Io e te (bonus track) - 3:42
6. English Dance - 4:11
7. Salvami - 5:56
8. Who I Am (Sono Io) - 4:11
9. In My Imagination (Io E Te) - 3:42
10. So La Donna Che Sei - 3:53
11. I Believe - 3:46
12. L'Amore (bonus track) - 3:48
13. Love show(vs inglese)-

Versione giapponese
"L'amore" è la versione giapponese dell'album di esordio "Liberi da sempre", uscita il 2 dicembre 2009. È disponibile in due versioni: cd e cd+ dvd.
CD
1. Fiore di neve (versione italiana di :"Yuki no hana")  - 5:15
2. Love is here (L'amore) - 3:48
3. Love show - 3:55
4. English dance - 3:46
5. Free to be (Liberi da sempre) - 3:46
6. 5000 mini mani - 3:14
7. In my imagination (Io e te) - 3:42
8. So la donna che sei - 3:53
9. L'immagine - 3:34
10. Sono io - 4:11
11. I Believe - 3:45
12. L'amore - 3:48

DVD
1. Video di "Love show"
2. Video di "Liberi da sempre"
3. Video di "Salvami"
4. Video di "L'amore"

## Classifiche
| Classifica (2008)        | Posizione raggiunta |
| ------------------------ | ------------------- |
| Classifica album Italia  | 6                   |
| Classifica album Messico | 67                  |